# Liste des membres de la 6e Chambre des communes d'Irlande du Nord
 (mai 2023).
Voici une liste des Membres du Parlement élus lors des élections générales de 1945 en Irlande du Nord. Les élections à la 6e Chambre des communes d'Irlande du Nord ont eu lieu le 14 juin 1945.
Tous les membres de la Chambre des communes d'Irlande du Nord élus aux élections générales de 1945 sont répertoriés.

## Membres
| Nom                     | Circonscription      | Parti | Parti                   |
| ----------------------- | -------------------- | ----- | ----------------------- |
| Robert Brown Alexander  | Belfast Victoria     |       | Ulster Unionist         |
| J. M. Andrews           | Mid Down             |       | Ulster Unionist         |
| John Edgar Bailey       | West Down            |       | Ulster Unionist         |
| Thomas Bailie           | North Down           |       | Ulster Unionist         |
| John Milne Barbour      | South Antrim         |       | Ulster Unionist         |
| Jack Beattie            | Belfast Pottinger    |       | Independent Labour      |
| Basil Brooke            | Lisnaskea            |       | Ulster Unionist         |
| Irene Calvert           | Queen's University   |       | Indépendant             |
| Thomas Joseph Campbell  | Belfast Central      |       | Nationalist             |
| Malachy Conlon          | South Armagh         |       | Nationalist             |
| Lancelot Curran         | Carrick              |       | Ulster Unionist         |
| Harry Diamond           | Belfast Falls        |       | Socialist Republican    |
| Herbert Dixon           | Belfast Bloomfield   |       | Ulster Unionist         |
| Alexander Donnelly      | West Tyrone          |       | Nationalist             |
| George Dougan           | Central Armagh       |       | Ulster Unionist         |
| Hugh Downey             | Belfast Dock         |       | NI Labour               |
| Erne Ferguson           | Enniskillen          |       | Ulster Unionist         |
| Robert Getgood          | Belfast Oldpark      |       | NI Labour               |
| Alexander Gordon        | East Down            |       | Ulster Unionist         |
| William Grant           | Belfast Duncairn     |       | Ulster Unionist         |
| Samuel Hall-Thompson    | Belfast Clifton      |       | Ulster Unionist         |
| Cahir Healy             | South Fermanagh      |       | Nationalist             |
| Tommy Henderson         | Belfast Shankill     |       | Ind. Unionist           |
| William Lowry           | City of Londonderry  |       | Ulster Unionist         |
| Robert John Lynn        | North Antrim         |       | Ulster Unionist         |
| Thomas Lyons            | North Tyrone         |       | Ulster Unionist         |
| Brian Maginess          | Iveagh               |       | Ulster Unionist         |
| Patrick Maxwell         | Foyle                |       | Nationalist             |
| Eddie McAteer           | Mid Londonderry      |       | Nationalist             |
| William McCoy           | South Tyrone         |       | Ulster Unionist         |
| Michael McGurk          | Mid Tyrone           |       | Independent Nationalist |
| Dinah McNabb            | North Armagh         |       | Ulster Unionist         |
| Frederick McSorley      | Queen's University   |       | Indépendant             |
| James McSparran         | Mourne               |       | Nationalist             |
| Harry Midgley           | Belfast Willowfield  |       | Commonwealth Labour     |
| Hugh Minford            | Antrim               |       | Ulster Unionist         |
| Robert Moore            | North Londonderry    |       | Ulster Unionist         |
| Peter Murnoy            | South Down           |       | Nationalist             |
| John William Nixon      | Belfast Woodvale     |       | Ind. Unionist           |
| Malcolm Patrick         | Bannside             |       | Ulster Unionist         |
| Dehra Parker            | South Londonderry    |       | Ulster Unionist         |
| Robert Perceval-Maxwell | Ards                 |       | Ulster Unionist         |
| Herbert Quin            | Queen's University   |       | Ulster Unionist         |
| John Maynard Sinclair   | Belfast Cromac       |       | Ulster Unionist         |
| Howard Stevenson        | Queen's University   |       | Ulster Unionist         |
| Joseph Francis Stewart  | East Tyrone          |       | Nationalist             |
| Norman Stronge          | Mid Armagh           |       | Ulster Unionist         |
| Frederick Thompson      | Belfast Ballynafeigh |       | Ulster Unionist         |
| Walter Topping          | Larne                |       | Ulster Unionist         |
| John Warnock            | Belfast St Anne's    |       | Ulster Unionist         |
| Archibald Wilson        | Belfast Windsor      |       | Ulster Unionist         |
| Robert Nichol Wilson    | Mid Antrim           |       | Ulster Unionist         |

## Changement
- 1945: Jack Beattie adhère à la Federation of Labour (Ireland).
- 15 Octobre 1945: William McCleery est élu pour les unionistes de North Antrim, à la suite du décès de Robert John Lynn.
- 22 aout 1946: Francis Hanna est élu pour le Northern Ireland Labour Party à Belfast Central, à la suite de la démission de Thomas Joseph Campbell.
- 7 Novembre 1946: Terence O'Neill élu pour les unionistes à Bannside, à la suite du décès de Malcolm Patrick.
- 27 Juin 1947: James Godfrey MacManaway élu pour les unionistes à Londonderry City, à la suite de la démission de William Lowry.
- 20 Avril 1948: Samuel Irwin est élu pour les unionistes à Queen's University Belfast, à la suite du décès de Frederick McSorley.
- 16 Aout 1948: Edward McCullagh est élu pour le Nationalist Party à Mid Tyrone, à la suite du décès de Michael McGurk.
- 1949: Jack Beattie dissout la Federation of Labour (Ireland) et rejoint le Irish Labour Party.